# Rassemblement pour l'indépendance et la souveraineté de la France
Cet article concerne le parti politique souverainiste. Pour les autres significations du sigle, voir RIF.
Le Rassemblement pour l'indépendance de la France (RIF) est un parti politique souverainiste présidé par Alain Bournazel (élu président en avril 2012), créé en 2003. Ce mouvement fait partie de TEAM, une association eurosceptique. Membre du parti, Paul-Marie Coûteaux a été élu député européen dans la région Île-de-France, sur la liste du MPF de Philippe de Villiers, lors des élections européennes de 2004.

## Historique
La création du RIF résulte de la Convention nationale pour l’unité des mouvements souverainistes qui se tient le 26 avril 2003 : il réunit l’Entente souverainiste de Paul-Marie Coûteaux, les États généraux de la souveraineté nationale de Jean-Paul Bled et Alain Bournazel, l’Association pour une candidature souverainiste unique de Geneviève Blache,. En mettant de côté leurs différences et leurs divergences, afin de se réunir sur l'essentiel, à savoir l'indépendance nationale à laquelle chacun de ces mouvements aspire.
Le 20 avril 2009, le RIF annonce trois têtes de listes aux élections européennes : Paul-Marie Coûteaux en Île-de-France, Roland Hureaux en Sud-Ouest et Alain Bournazel en Massif central-Centre qui renoncent finalement à se présenter.
Paul-Marie Coûteaux crée en avril 2012 un nouveau parti, le SIEL, pour soutenir la candidature de Marine Le Pen à l'élection présidentielle française de 2012. Le président[Quand ?] est Alain Bournazel, et le vice-président Yvan Blot. D'après un site du Front national, le plus souvent, les adhérents du SIEL viennent directement du RIF.

## Organe de presse
Mensuel créé en novembre 2002, L'Indépendance fait office de journal pour le mouvement. Il tire en 2006 à 20 000 exemplaires et compte quelque 5 000 abonnés. Paul-Marie Coûteaux en est le directeur de la publication.

## Adhérents
Le RIF compte environ 1 000 adhérents en 2006.

## Positionnement
Philippe Boulanger relève que le RIF est créé « dans des cercles intellectuels français plutôt marqués à droite et inspirés par le gaullisme ». Il souligne les distinctions entre le RIF et le Mouvement pour la France (MPF) : « d’une part, le MPF souhaite être le point de fixation souverainiste à droite, dans le cadre d’une hypothétique alliance avec l’UMP, alors que le RIF tient à son indépendance et à son rôle de pont entre la droite et la gauche ; la souveraineté n’est pas le pilier exclusif du positionnement politique du MPF, qui s’appuie aussi sur des considérations morales et religieuses, et dont l’ancrage géographique est presque exclusivement vendéen ».